# Пополи
Пополи (итал. Popoli) је насеље у Италији у округу Пескара, региону Абруцо.
Према процени из 2011. у насељу је живело 5394 становника. Насеље се налази на надморској висини од 245 м.

## Становништво
Према резултатима пописа становништва 2011. у општини је живело 5.450 становника.
| 1931. | 1936. | 1951. | 1961. | 1971. | 1981. | 1991. | 2001. | 2011. |
| ----- | ----- | ----- | ----- | ----- | ----- | ----- | ----- | ----- |
| 7.788 | 8.477 | 8.010 | 6.951 | 5.549 | 5.790 | 5.755 | 5.566 | 5.450 |

## Партнерски градови
- Jarny